# Когда деревья были большими
«Когда деревья были большими» — советский художественный фильм 1961 года, драма режиссёра Льва Кулиджанова; премьера фильма состоялась в 1962 году.
Фильм стал первой драматической ролью Юрия Никулина. Исполнительница главной женской роли — Инна Гулая, для неё роль в этом фильме стала наиболее значительной в её кинокарьере. Для Людмилы Чурсиной роль в этой картине стала её кинодебютом.
В 1962 году фильм участвовал в основном конкурсном показе Каннского кинофестиваля.

## Сюжет
Главный герой, бывший слесарь Кузьма Кузьмич Иорданов, живёт в Москве, пьянствуя и перебиваясь случайными заработками. Майор милиции взывает к его рабочей совести и предлагает ему хоть завтра выйти на работу слесарем на заводе, а после отказа Иорданова угрожает выслать его из столицы. Желая подзаработать, Иорданов вызывается помочь пожилой женщине доставить до дома стиральную машину, но случайно роняет агрегат в лестничный пролёт, а затем, пытаясь сбежать и оступившись, падает и сам и попадает в больницу. Старушка приходит его навестить. Рассказывая о своей жизни в деревне, она упоминает о девушке Наташе, которую они воспитали всем колхозом (эшелон с эвакуированными разбомбили около их деревни).
Кузьма, преследуя корыстные цели, решает выдать себя за отца Наташи и приезжает в деревню. Чистая и доверчивая по натуре, девушка верит самозванцу на слово, не требуя никаких доказательств. Ей даже кажется, что она помнит его с детства, с того времени, «когда деревья были большими». Иорданов, поселившись в её доме, продолжает привычную для него жизнь бездельника и пьяницы. Наташа прощает «отцу» всё, но другие жители деревни (и в том числе Наташин жених Лёня) крайне недовольны его поведением. Лёня открыто высказывает Кузьме своё возмущение, обвиняя его в эгоизме и чёрствости. Позже в родную деревню неожиданно приезжает старушка, рассказавшая Кузьме о Наташе и прекрасно знающая, кто такой Иорданов. Кузьма всячески старается избежать встречи, но она всё равно происходит. Однако старушка, не желая травмировать девушку, сохраняет тайну Кузьмы. Афериста, которого, казалось бы, уже ничем не проймёшь, начинает мучить совесть. Кузьма готов обманывать кого угодно, но не Наташу, которую он успел искренне полюбить. Он решается рассказать ей правду. Однако девушка не верит ему: ей проще закрыть глаза на нестыковки, чем потерять любимого папу. Иорданов, до слез тронутый этой сценой, «признаётся», что он по-дурацки пошутил, и Наташа — его родная дочь.
Иорданов заходит в мастерские, где работает Лёня, и, решив вспомнить свою прежнюю профессию, просит дать ему на обработку какую-нибудь деталь. Буквально через полчаса выясняется, что Кузьма — слесарь высочайшего класса, ничего не забывший за годы пьянства и безделья. Вернувшись домой, он сообщает об отъезде в город, где будет работать слесарем. Но Наташа останавливает его, говоря, что работа для слесаря найдётся и в деревне. В ту же ночь Наташа выходит замуж за Лёню; заработавшийся до ночи председатель сельсовета сразу на месте оформляет брак.
В конце фильма Иорданов неожиданно получает повестку из милиции, и, не желая попасть в тюрьму за мошенничество, решает бежать. Однако по пути он узнаёт от председателя колхоза, что его вызывают только потому, что он до сих пор не прописался в деревне. Кузьма возвращается домой к любимой дочери.

## История создания фильма
Сценарий фильма, присланный по почте на киностудию имени Горького, был написан режиссёром и кинодраматургом Николаем Фигуровским и имел название «Благоразумная ведьма». Кинодраматург Наталья Фокина (супруга Льва Кулиджанова) показала сценарий Сергею Герасимову, который в то время возглавлял киностудию, после чего автор сценария был приглашён в Москву, где позже, в процессе доработки сценария, Фигуровский изменил название на «Когда деревья были большими».
Вначале на главную роль в фильме был приглашён Василий Меркурьев, который, прочтя сценарий, дал своё согласие. Однако позже режиссёру фильма Льву Кулиджанову пришлось отказать Меркурьеву, поскольку тому было сложно выезжать в командировки, а снимать натуру, как предлагал Меркурьев, рядом с его дачей под Ленинградом было невозможно по финансовым соображениям.
После этого Кулиджанов остановился на Юрии Никулине. Наталья Фокина вспоминала: «Перед пробами мы пошли с Лёвой в цирк, где Юра выступал вместе с Карандашом. Юра нам очень понравился. Я с Юрой была хорошо знакома, но мы не пошли к нему за кулисы, решили подождать фото и кинопроб. По существу, больше конкурентов у него не было. Решено было его утвердить».
Никулин, до этого снимавшийся только в комедийных ролях, сказал Кулиджанову, что не знает, сможет ли справиться с ролью Иорданова. В своей книге «Почти серьёзно» он писал: «Я спросил: „Лев Александрович, а почему вы утвердили меня на эту роль? Видели в кино?“ — „Вы знаете, — ответил Кулиджанов, — самое любопытное, что ни одной вашей роли я в кино не видел. Только на днях мы посмотрим картину с вашим участием. Я видел вас в цирке. Только в цирке. И Вы мне понравились“».
Василий Меркурьев, узнав, что ему нашли замену, умерил свои требования. Но после того, как был утверждён Никулин, режиссёр вместе со всей киногруппой уже не могли представить никакого другого артиста в роли Иорданова. Сценарист Николай Фигуровский переписал некоторые сцены уже специально под Никулина.
Фильм снимался в течение 1961 года, сначала в Москве, затем в Московской области — в деревне Мамонтово Ногинского района. Съёмки начались в Москве с трёх эпизодов, действие которых проходило в лесу, на рынке и в милиции, и которые демонстрировали московскую жизнь Иорданова: однажды, пытаясь заработать, он отправился в лес за ландышами, где его ужалил шмель, после чего с опухшим лицом отправился на рынок продавать цветы. Рыночные торговки накинулись на конкурента и устроили драку; милиционеры разогнали драку, а Иорданова задержали на пятнадцать суток, посчитав зачинщиком. Эти эпизоды при окончательном монтаже в фильм не вошли.
Встреча главных героев, Кузьмы Кузьмича и Наташи, снималась на железнодорожной станции «Белокаменная» Малого кольца Московской железной дороги (в фильме — станция «Селиваново»), где снимались эпизоды многих художественных фильмов.
Дочь Инны Гулая Дарья Шпаликова в интервью рассказывала: «В картине „Когда деревья были большими“ есть эпизод, на котором я всегда плакала. Тот, где Наташа встречает отца. Мама говорила, что режиссёр Кулиджанов требовал: „Ты должна бежать ему навстречу, почти не касаясь земли, — лететь!“. Маме это казалось очень неправильным. И она шла по перрону, нелепо косолапя, будто ноги вдруг стали ватными. Очень трудно шла. Кажется, они с Кулиджановым даже ссорились из-за этого, но, в конце концов, режиссёр понял, что актриса права — этот эпизод нужно играть именно так. И он стал самым сильным, самым пронзительным в фильме».
В картине дебютировала Людмила Чурсина.
При сдаче фильма художественному совету в декабре 1961 года против картины резко выступили Георгий Мдивани и Марк Донской. Однако немного позже картину поддержали Сергей Герасимов и министр культуры СССР Екатерина Фурцева.
Премьера фильма состоялась 26 марта 1962 года.

## В ролях
| Актёр                               | Роль                                                                                   |
| ----------------------------------- | -------------------------------------------------------------------------------------- |
| Инна Гулая                          | Наташа                                                                                 |
| Юрий Никулин                        | Кузьма Кузьмич Иорданов, бывший фронтовик                                              |
| Леонид Куравлёв                     | Лёня, возлюбленный, позже муж Наташи                                                   |
| Екатерина Мазурова                  | Анастасия Борисовна (тётя Настя), старушка из деревни Селиваново, переехавшая в Москву |
| Василий Шукшин                      | председатель колхоза                                                                   |
| Аркадий Трусов (в титрах В. Трусов) | Григорий Мартынович (дядя Гриша), председатель сельсовета                              |
| Елена Королёва                      | Нюра, подруга Наташи                                                                   |
| Людмила Чурсина                     | Зоя, бывшая возлюбленная Лёни                                                          |
| Виктор Павлов                       | почтальон / парень у парома (озвучивание; в титрах не указан)                          |
| Евгения Мельникова                  | проводница                                                                             |
| Георгий Шаповалов                   | железнодорожник, дежурный по станции                                                   |
| Владимир Лебедев                    | Володя, дед-спекулянт                                                                  |
| Павел Шальнов                       | участковый милиционер                                                                  |
| Марина Гаврилко                     | соседка Кузьмы Кузьмича по коммуналке                                                  |
| Данута Столярская                   | соседка Кузьмы Кузьмича по коммуналке                                                  |
| Ия Маркс                            | соседка Кузьмы Кузьмича по коммуналке                                                  |
| Вера Орлова                         | сторожиха                                                                              |
| Оля Петрова                         | Оля, девочка в больнице                                                                |
| Галина Биневская                    | мама Оли                                                                               |
| Борис Юрченко                       | Фёдор, односельчанин (нет в титрах)                                                    |
| Надежда Самсонова                   | буфетчица (нет в титрах)                                                               |
| Владимир Смирнов                    | водитель (нет в титрах)                                                                |

## Съёмочная группа
- Автор сценария — Николай Фигуровский
- Режиссёр-постановщик — Лев Кулиджанов
- Оператор-постановщик — Валерий Гинзбург
- Художник-постановщик — Пётр Галаджев.
- Композитор — Леонид Афанасьев
- Текст песни — Алексей Фатьянов
- Дирижёр — Григорий Гамбург (Оркестр управления по производству фильмов)
- Директор картины — Борис Краковский